# Dyskografia Maroon 5
Dyskografia Maroon 5 – amerykańskiego pop-rockowego zespołu składa się z siedmiu albumów studyjnych, trzech albumów koncertowych, trzech minialbumów, dwóch kompilacji oraz trzydziestu singli.
Zespół powstał w 1995 roku pod nazwą Kara’s Flowers. Założycielami grupy byli Adam Levine (wokal, gitara), Jesse Carmichael (instrumenty klawiszowe), Michael Madden (gitara basowa) i Ryan Dusick (perkusja). Po jednym z koncertów muzycy podpisali kontrakt z wytwórnią Reprise Records i 19 sierpnia 1997 roku wydali album The Fourth World. Wydawnictwo nie odniosło sukcesu na rynkach muzycznych. W 2000 roku do zespołu dołączył gitarzysta James Valentine, następnie zespół zerwał kontrakt z wytwórnią zmieniając nazwę na Maroon 5.
W 2002 roku grupa wydała album Songs About Jane. Pochodzący z niego singel „This Love” uplasował się w pierwszej dziesiątce na listach przebojów w wielu krajach, w tym na liście Hot 100. Dzięki sukcesom singli z płyty Songs About Jane grupa zyskała popularność, a w 2004 roku album zajął pierwsze miejsce na listach przebojów w Australii, Francji, Irlandii, Nowej Zelandii oraz w Wielkiej Brytanii. Uzyskał także status sześciokrotnej platynowej płyty w Wielkiej Brytanii, pięciokrotnej platynowej płyty w Stanach Zjednoczonych i Australii, potrójnej platynowej płyty w Kanadzie, platynowej płyty w Danii i Niemczech oraz złotej płyty w Austrii, Belgii, Finlandii, Francji, Szwecji i w Szwajcarii.
W 2006 roku Ryan Dusick opuścił zespół z powodu kontuzji ramienia, a jego miejsce zajął Matt Flynn. Rok później zespół wydał drugi album studyjny zatytułowany It Won't Be Soon Before Long, który uzyskał status podwójnej platynowej płyty w Stanach Zjednoczonych, platynowej płyty w Australii, Kanadzie i Wielkiej Brytanii oraz złotej płyty w Irlandii i w Nowej Zelandii. Miesiąc przed wydaniem nowego albumu grupa wydała singel „Makes Me Wonder”, który był pierwszym utworem zespołu, który zajął 1. miejsce na liście Hot 100 i Billboard Canadian Hot 100. Następnymi singlami z płyty były „Wake Up Call”, „Won’t Go Home Without You”, „If I Never See Your Face Again” (nagrany z gościnnym udziałem Rihanny) oraz „Goodnight Goodnight”.
22 czerwca 2010 roku ukazał się singel „Misery”, który promował trzeci album studyjny Maroon 5, Hands All Over. Album zajął drugie miejsce na liście przebojów w Stanach Zjednoczonych oraz piąte miejsce w Kanadzie, a także uzyskał w tych krajach status platynowej płyty. Kolejnymi singlami pochodzącymi z tego wydawnictwa są „Give a Little More” i „Never Gonna Leave This Bed”. Wydany 21 czerwca 2011 roku singel, „Moves Like Jagger” nagrany z gościnnym udziałem Christiny Aguilery zajął pierwsze miejsce w Stanach Zjednoczonych, Austrii, Danii, Finlandii, Holandii, Irlandii, Kanadzie, Norwegii, Nowej Zelandii oraz w Szwecji. Uzyskał także status jedynastokrotnej platynowej płyty w Australii, ośmiokrotnej platynowej płyty w Kanadzie, sześciokrotnej platynowej płyty w Stanach Zjednoczonych, trzykrotnej platynowej płyty w Nowej Zelandii, podwójnej platynowej płyty w Wielkiej Brytanii oraz platynowej płyty w Finlandii, Niemczech i w Szwajcarii.
Czwarty album Maroon 5, Overexposed został wydany 26 czerwca 2012 roku i zadebiutował na drugiej pozycji w notowaniu Billboard 200 i UK Albums Chart. Pierwszy singel „Payphone” uzyskał m.in. status pięciokrotnej platynowej płyty w Australii, Kanadzie oraz w Stanach Zjednoczonych. Na kolejny singel wybrano utwór „One More Night”, który uplasował się na szczycie list przebojów w Nowej Zelandii i w Stanach Zjednoczonych. Następnymi singlami z płyty były „Daylight” oraz „Love Somebody”.
W 2015 roku wydany został piąty album studyjny Maroon 5, zatytułowany V, który uzyskał status platynowej płyty w Kanadzie oraz złotej płyty w Australii, Austrii, Danii, Szwecji, Stanach Zjednoczonych i w Wielkiej Brytanii. Singlem promującym nowy album był utwór „Maps”, który dotarł do pierwszego miejsca w notowaniu Billboard Canadian Hot 100. Drugi singel „Animals” uzyskał status podwójnej platynowej płyty w Kanadzie oraz srebrnej płyty w Wielkiej Brytanii. 13 stycznia 2015 roku jako trzeci singel wydany został utwór „Sugar”, który uplasował się w pierwszej piątce list przebojów w Danii, Irlandii, Kanadzie, Norwegii i w Stanach Zjednoczonych. Kolejnym singlem pochodzącym z tego wydawnictwa był utwór „This Summer’s Gonna Hurt like a Motherfucker”.

## Albumy studyjne
| Rok                                                     | Dane dot. albumu | Najwyższe pozycje na listach | Najwyższe pozycje na listach | Najwyższe pozycje na listach | Najwyższe pozycje na listach | Najwyższe pozycje na listach | Najwyższe pozycje na listach | Najwyższe pozycje na listach | Najwyższe pozycje na listach | Najwyższe pozycje na listach | Najwyższe pozycje na listach | Najwyższe pozycje na listach | Najwyższe pozycje na listach | Najwyższe pozycje na listach | Najwyższe pozycje na listach | Najwyższe pozycje na listach | Najwyższe pozycje na listach | Najwyższe pozycje na listach | Najwyższe pozycje na listach | Najwyższe pozycje na listach | Certyfikat |
| Rok                                                     | Dane dot. albumu | USA                          | AUS                          | AUT                          | CAN                          | DNK                          | ESP                          | FIN                          | FRA                          | DEU                          | IRL                          | ITA                          | NLD                          | NZL                          | NOR                          | POL                          | PRT                          | SWE                          | CHE                          | GBR                          | Certyfikat |
| ------------------------------------------------------- | --- | ---------------------------- | ---------------------------- | ---------------------------- | ---------------------------- | ---------------------------- | ---------------------------- | ---------------------------- | ---------------------------- | ---------------------------- | ---------------------------- | ---------------------------- | ---------------------------- | ---------------------------- | ---------------------------- | ---------------------------- | ---------------------------- | ---------------------------- | ---------------------------- | ---------------------------- | --- |
| 2002                                                    | Songs About Jane - Wydany: 25 czerwca 2002 - Wytwórnia: J Records, Octone Records - Format: CD, digital download, LP   | 6                            | 1                            | 7                            | 3                            | 2                            | 9                            | 2                            | 1                            | 5                            | 1                            | 10                           | 2                            | 1                            | 3                            | 39                           | 5                            | 4                            | 12                           | 1                            | - USA: 4× platyna - AUS: 5× platyna - AUT: złoto - BEL: złoto - CAN: 3× platyna - DNK: platyna - FIN: złoto - FRA: złoto - DEU: platyna - NZL: 5× platyna - SWE: złoto - CHE: złoto - GBR: 6× platyna |
| 2007                                                    | It Won't Be Soon Before Long - Wydany: 22 maja 2007 - Wytwórnia: A&M/Octone Records - Format: CD, digital download, LP | 1                            | 5                            | 14                           | 2                            | 10                           | 6                            | 11                           | 13                           | 6                            | 3                            | 4                            | 4                            | 2                            | 7                            | 32                           | 23                           | 15                           | 6                            | 1                            | - USA: 2× platyna - AUS: platyna - CAN: platyna - IRL: złoto - NZL: złoto - GBR: platyna |
| 2010                                                    | Hands All Over - Wydany: 21 września 2010 - Wytwórnia: A&M/Octone Records - Format: CD, digital download, LP           | 2                            | 7                            | 20                           | 5                            | 20                           | 23                           | 46                           | 16                           | 17                           | 13                           | 10                           | 8                            | 12                           | –                            | 49                           | 18                           | 50                           | 10                           | 6                            | - USA: platyna - CAN: platyna - FRA: złoto |
| 2012                                                    | Overexposed - Wydany: 26 czerwca 2012 - Wytwórnia: A&M/Octone Records - Format: CD, digital download, LP               | 2                            | 4                            | 7                            | 3                            | 4                            | 5                            | 28                           | 5                            | 4                            | 3                            | 3                            | 3                            | 3                            | 6                            | 42                           | 5                            | 33                           | 7                            | 2                            | - USA: platyna - AUS: platyna - FRA: platyna - NZL: złoto - GBR: platyna |
| 2014                                                    | V - Wydany: 29 sierpnia 2014 - Wytwórnia: Interscope Records - Format: CD, digital download, LP                        | 1                            | 4                            | 10                           | 1                            | 3                            | 4                            | 6                            | 6                            | 6                            | 7                            | 2                            | 11                           | 11                           | 4                            | 43                           | 12                           | 5                            | 2                            | 4                            | - USA: 3x platyna - AUS: złoto - AUT: platyna - CAN: platyna - DNK: złoto - POL: platyna - SWE: złoto - GBR: złoto                                                                                    |
| 2017                                                    | Red Pill Blues - Wydany: 3 listopada 2017 - Wytwórnia: Interscope Records - Format: CD, digital download               | 2                            | 7                            | 31                           | 2                            | 15                           | 14                           | 24                           | 25                           | 44                           | 21                           | 15                           | 23                           | 6                            | –                            | 33                           | –                            | 20                           | 21                           | 12                           | - USA: platyna - CAN: złoto - POL: 2x platyna |
| 2021                                                    | Jordi - Wydany: 11 czerwca 2021 - Wytwórnia: Interscope Records - Format: CD, digital download, streaming              |                              |                              |                              |                              |                              |                              |                              |                              |                              |                              |                              |                              |                              |                              |                              |                              |                              |                              |                              | - POL: złoto |
| „–” oznacza, że album nie był notowany na danej liście. | |                              |                              |                              |                              |                              |                              |                              |                              |                              |                              |                              |                              |                              |                              |                              |                              |                              |                              |                              | |

## Albumy koncertowe
| 2004                                                    | 1.22.03.Acoustic - Wydany: 22 czerwca 2004 - Wytwórnia: J Records, Octone Records - Format: CD, digital download        | 42  | –  | 55 | 97 | 64 | 66 | 58 | - USA: złoto - GBR: srebro |
| 2005                                                    | Live – Friday the 13th - Wydany: 20 września 2005 - Wytwórnia: J Records, Octone Records - Format: CD, digital download | 61  | 37 | –  | –  | –  | –  | –  | - CAN: złoto               |
| 2008                                                    | Live from Le Cabaret - Wydany: 20 września 2008 - Wytwórnia: OctoScope - Format: CD, digital download                   | 117 | –  | –  | –  | –  | –  | –  |                            |
| „–” oznacza, że album nie był notowany na danej liście. | |     |    |    |    |    |    |    |                            |

## Kompilacje
| Rok  | Dane dot. albumu                                                                                               | Najwyższe pozycje na listach |
| Rok  | Dane dot. albumu                                                                                               | USA                          |
| ---- | --- | ---------------------------- |
| 2007 | The B-Side Collection - Wydany: 18 grudnia 2007 - Wytwórnia: A&M/Octone Records - Format: CD, digital download | 51                           |
| 2015 | Singles - Wydany: 25 września 2015 - Wytwórnia: Interscope Records - Format: CD, digital download              | –                            |

## Albumy remiksowe
| Rok  | Dane dot. albumu                                                                                                  | Najwyższe pozycje na listach |
| Rok  | Dane dot. albumu                                                                                                  | USA                          |
| ---- | --- | ---------------------------- |
| 2008 | Call and Response: The Remix Album - Wydany: 9 grudnia 2008 - Wytwórnia: Octoscope - Format: CD, digital download | 73                           |

## EP
| Rok  | Dane dot. albumu                                                                                      |
| ---- | --- |
| 2008 | Live from SoHo - Wydany: 25 marca 2008 - Wytwórnia: A&M/Octone Records - Format: CD, digital download |
| 2011 | iTunes Session - Wydany: 8 lutego 2011 - Wytwórnia: A&M/Octone Records - Format: digital download     |
| 2012 | Holiday Gift - Wydany: 26 grudnia 2012 - Wytwórnia: A&M/Octone Records - Format: digital download     |

## Single
| Rok                                                      | Tytuł                                            | Najwyższe pozycje na listach | Najwyższe pozycje na listach | Najwyższe pozycje na listach | Najwyższe pozycje na listach | Najwyższe pozycje na listach | Najwyższe pozycje na listach | Najwyższe pozycje na listach | Najwyższe pozycje na listach | Najwyższe pozycje na listach | Najwyższe pozycje na listach | Najwyższe pozycje na listach | Najwyższe pozycje na listach | Najwyższe pozycje na listach | Najwyższe pozycje na listach | Najwyższe pozycje na listach | Najwyższe pozycje na listach | Najwyższe pozycje na listach | Najwyższe pozycje na listach | Certyfikat | Album                        |
| Rok                                                      | Tytuł                                            | USA                          | AUS                          | AUT                          | CAN                          | DNK                          | ESP                          | FIN                          | FRA                          | DEU                          | IRL                          | ITA                          | NLD                          | NOR                          | NZL                          | POL (Air.)                   | SWE                          | CHE                          | GBR                          | Certyfikat | Album                        |
| -------------------------------------------------------- | ------------------------------------------------ | ---------------------------- | ---------------------------- | ---------------------------- | ---------------------------- | ---------------------------- | ---------------------------- | ---------------------------- | ---------------------------- | ---------------------------- | ---------------------------- | ---------------------------- | ---------------------------- | ---------------------------- | ---------------------------- | ---------------------------- | ---------------------------- | ---------------------------- | ---------------------------- | --- | ---------------------------- |
| 2002                                                     | „Harder to Breathe”                              | 18                           | 37                           | –                            | –                            | –                            | –                            | –                            | –                            | 79                           | 34                           | –                            | 86                           | –                            | 33                           | –                            | 54                           | –                            | 13                           | - USA: złoto - AUS: złoto | Songs About Jane             |
| 2004                                                     | „This Love”                                      | 5                            | 8                            | 3                            | 2                            | –                            | –                            | –                            | 6                            | 5                            | 6                            | 3                            | 5                            | 3                            | 4                            | –                            | 26                           | 4                            | 3                            | - USA: platyna - AUS: złoto - CAN: platyna - GBR: srebro                                                                                | Songs About Jane             |
| 2004                                                     | „She Will Be Loved”                              | 5                            | 1                            | 27                           | 10                           | –                            | –                            | –                            | 23                           | 25                           | 3                            | 3                            | 25                           | –                            | 18                           | –                            | –                            | 18                           | 4                            | - USA: platyna - AUS: platyna - CAN: platyna - GBR: srebro                                                                              | Songs About Jane             |
| 2004                                                     | „Sunday Morning”                                 | 31                           | 27                           | 52                           | –                            | –                            | –                            | –                            | –                            | 83                           | 22                           | –                            | 42                           | –                            | 21                           | –                            | –                            | 87                           | 27                           | - USA: złoto - AUS: złoto | Songs About Jane             |
| 2005                                                     | „Must Get Out”                                   | –                            | –                            | –                            | –                            | –                            | –                            | –                            | –                            | –                            | 34                           | –                            | –                            | –                            | 38                           | –                            | –                            | –                            | 39                           | | Songs About Jane             |
| 2007                                                     | „Makes Me Wonder”                                | 1                            | 6                            | 12                           | 1                            | –                            | –                            | –                            | 40                           | 11                           | 10                           | 3                            | 8                            | 7                            | 8                            | –                            | 26                           | 14                           | 2                            | - USA: złoto - AUS: platyna - CAN: platyna - GBR: złoto                                                                                 | It Won't Be Soon Before Long |
| 2007                                                     | „Wake Up Call”                                   | 19                           | 19                           | 17                           | 6                            | 26                           | –                            | –                            | –                            | 41                           | 35                           | 8                            | 27                           | –                            | 32                           | –                            | –                            | 12                           | 33                           | - AUS: złoto - CAN: platyna | It Won't Be Soon Before Long |
| 2007                                                     | „Won’t Go Home Without You”                      | 48                           | 7                            | 16                           | 16                           | –                            | –                            | –                            | –                            | 11                           | 28                           | 15                           | 62                           | –                            | 20                           | –                            | –                            | 65                           | 44                           | - AUS: platyna - CAN: złoto | It Won't Be Soon Before Long |
| 2008                                                     | „If I Never See Your Face Again” (feat. Rihanna) | 51                           | 11                           | 54                           | 12                           | 31                           | –                            | –                            | –                            | –                            | 16                           | 15                           | 20                           | –                            | 21                           | –                            | –                            | 52                           | 28                           | - AUS: platyna - CAN: złoto | It Won't Be Soon Before Long |
| 2008                                                     | „Goodnight Goodnight”                            | –                            | –                            | –                            | –                            | –                            | –                            | –                            | –                            | –                            | –                            | –                            | –                            | –                            | –                            | –                            | –                            | –                            | –                            | | It Won't Be Soon Before Long |
| 2010                                                     | „Misery”                                         | 14                           | 39                           | 28                           | 13                           | 28                           | –                            | –                            | –                            | 30                           | 10                           | 19                           | 32                           | –                            | 38                           | –                            | –                            | 32                           | 30                           | - AUS: złoto - CAN: platyna | Hands All Over               |
| 2010                                                     | „Give a Little More”                             | 86                           | –                            | –                            | 91                           | –                            | –                            | –                            | –                            | –                            | –                            | –                            | –                            | –                            | –                            | –                            | –                            | –                            | –                            | | Hands All Over               |
| 2011                                                     | „Never Gonna Leave This Bed”                     | 55                           | –                            | –                            | –                            | –                            | –                            | –                            | 82                           | –                            | –                            | –                            | –                            | –                            | –                            | –                            | –                            | –                            | –                            | - USA: złoto | Hands All Over               |
| 2011                                                     | „Moves Like Jagger” (feat. Christina Aguilera)   | 1                            | 2                            | 1                            | 1                            | 1                            | 3                            | 1                            | 3                            | 2                            | 1                            | 2                            | 2                            | 1                            | 1                            | 1                            | 1                            | 5                            | 2                            | - USA: 6× platyna - AUS: 11× platyna - CAN: 8× platyna - FIN: platyna - DEU: platyna - NZL: 3× platyna - CHE: platyna - GBR: 2× platyna | Hands All Over               |
| 2012                                                     | „Payphone” (feat. Wiz Khalifa)                   | 2                            | 2                            | 5                            | 1                            | 7                            | 14                           | 6                            | 8                            | 4                            | 2                            | 1                            | 14                           | 8                            | 2                            | –                            | 6                            | 4                            | 1                            | - USA: 5× platyna - AUS: 5× platyna - AUT: złoto - CAN: 5× platyna - DEU: złoto - NZL: 2× platyna - CHE: platyna - GBR: platyna         | Overexposed                  |
| 2012                                                     | „One More Night”                                 | 1                            | 2                            | 8                            | 2                            | 8                            | 25                           | 2                            | 9                            | 17                           | 16                           | –                            | 23                           | 7                            | 1                            | 5                            | 5                            | 11                           | 8                            | - USA: 4× platyna - AUS: 5× platyna - CAN: 6× platyna - NZL: 2× platyna - CHE: złoto - GBR: złoto                                       | Overexposed                  |
| 2012                                                     | „Daylight”                                       | 7                            | 19                           | 35                           | 5                            | –                            | –                            | –                            | 74                           | 75                           | 37                           | –                            | 58                           | –                            | 11                           | –                            | –                            | 53                           | 63                           | - USA: platyna - AUS: platyna - CAN: 2× platyna - NZL: złoto                                                                            | Overexposed                  |
| 2013                                                     | „Love Somebody”                                  | 10                           | –                            | –                            | 10                           | –                            | –                            | –                            | 87                           | –                            | 56                           | –                            | –                            | –                            | 34                           | –                            | –                            | –                            | –                            | - CAN: 2× platyna | Overexposed                  |
| 2014                                                     | „Maps”                                           | 6                            | 30                           | 49                           | 1                            | 12                           | 22                           | 5                            | 46                           | 10                           | –                            | 15                           | 29                           | 16                           | 16                           | –                            | 8                            | 27                           | –                            | - AUS: złoto - CAN: 2× platyna - GBR: srebro                                                                                            | V                            |
| 2014                                                     | „Animals”                                        | 3                            | 62                           | 31                           | 2                            | 15                           | 24                           | 4                            | –                            | 11                           | 23                           | 14                           | 18                           | 15                           | 11                           | 5                            | 17                           | 24                           | 27                           | - CAN: 2× platyna - GBR: srebro | V                            |
| 2015                                                     | „Sugar”                                          | 2                            | 6                            | 25                           | 2                            | 5                            | 15                           | 11                           | 15                           | 41                           | 5                            | 6                            | 9                            | 11                           | 3                            | 3                            | 17                           | 10                           | 7                            | - AUS: 3× platyna - CAN: platyna - NZL: 2× platyna - POL: 3× platyna - GBR: platyna                                                     | V                            |
| 2015                                                     | „This Summer’s Gonna Hurt like a Motherfucker”   | 23                           | –                            | 38                           | 16                           | 40                           | –                            | 16                           | 69                           | 45                           | –                            | 31                           | 39                           | 37                           | –                            | 16                           | 52                           | 56                           | 40                           | - POL: platyna | V                            |
| 2015                                                     | „Feelings”                                       | –                            | –                            | –                            | –                            | –                            | –                            | –                            | –                            | –                            | –                            | –                            | –                            | –                            | –                            | –                            | –                            | –                            | –                            | | V                            |
| 2016                                                     | „Don’t Wanna Know” (feat. Kendrick Lamar)        | 6                            | 6                            | 18                           | 6                            | 5                            | 16                           | 16                           | 20                           | 33                           | 6                            | 4                            | 10                           | 14                           | 4                            | 3                            | 15                           | 14                           | 5                            | - AUS: platyna - NZL: latyna - GBR: platyna - POL: 2× platyna                                                                           | Red Pill Blues               |
| 2017                                                     | „Cold” (feat. Future)                            | 16                           | 27                           | 42                           | 12                           | 19                           | 27                           | 16                           | 37                           | 43                           | 21                           | 13                           | 36                           | 28                           | 29                           | 14                           | 25                           | 30                           | 24                           | - AUS: platyna - GBR: srebro - POL: złoto                                                                                               | Red Pill Blues               |
| 2017                                                     | „What Lovers Do” (feat. SZA)                     | 9                            | 7                            | 11                           | 6                            | 14                           | 46                           | –                            | 16                           | 17                           | 7                            | 5                            | 10                           | 11                           | 6                            | 32                           | 13                           | 9                            | 12                           | - CAN: platyna - NZL: złoto - GBR: srebro - POL: 2× platyna                                                                             | Red Pill Blues               |
| 2018                                                     | "Wait"                                           | 24                           | 91                           | –                            | 35                           | –                            | –                            | –                            | –                            | –                            | 82                           | –                            | –                            | –                            | –                            | 12                           | 57                           | –                            | 79                           | - USA: złoto - CAN: platyna | Red Pill Blues               |
| 2018                                                     | "Girls Like You" (feat. Cardi B)                 | 3                            | 2                            | 9                            | 1                            | 13                           | 27                           | –                            | 23                           | 16                           | 6                            | 14                           | 18                           | –                            | 1                            | 15                           | 16                           | 4                            | 8                            | - AUS: złoto - CAN: platyna - NZL: złoto - POL: diament                                                                                 | Red Pill Blues               |
| 2019                                                     | „Memories”                                       |                              |                              |                              |                              |                              |                              |                              |                              |                              |                              |                              |                              |                              |                              |                              |                              |                              |                              | - POL: 3× platyna | Jordi                        |
| 2021                                                     | „Beautiful Mistakes”                             |                              |                              |                              |                              |                              |                              |                              |                              |                              |                              |                              |                              |                              |                              |                              |                              |                              |                              | - POL: złoto | Jordi                        |
| „–” oznacza, że singel nie był notowany na danej liście. |                                                  |                              |                              |                              |                              |                              |                              |                              |                              |                              |                              |                              |                              |                              |                              |                              |                              |                              |                              | |                              |

### Single promocyjne
| Rok                                                      | Tytuł                                    | Najwyższe pozycje na listach | Najwyższe pozycje na listach | Najwyższe pozycje na listach | Najwyższe pozycje na listach | Najwyższe pozycje na listach | Najwyższe pozycje na listach | Najwyższe pozycje na listach | Najwyższe pozycje na listach | Album                        |
| Rok                                                      | Tytuł                                    | USA                          | AUS                          | CAN                          | ESP                          | FRA                          | DEU                          | SWE                          | GBR                          | Album                        |
| -------------------------------------------------------- | ---------------------------------------- | ---------------------------- | ---------------------------- | ---------------------------- | ---------------------------- | ---------------------------- | ---------------------------- | ---------------------------- | ---------------------------- | ---------------------------- |
| 2007                                                     | „Figure It Out”                          | –                            | –                            | –                            | –                            | –                            | –                            | –                            | –                            | It Won't Be Soon Before Long |
| 2007                                                     | „Happy Xmas (War Is Over)”               | –                            | –                            | –                            | –                            | –                            | –                            | –                            | –                            | –                            |
| 2009                                                     | „The Way You Look Tonight”               | –                            | –                            | –                            | –                            | –                            | –                            | –                            | –                            | His Way, Our Way             |
| 2011                                                     | „Is Anybody Out There” (feat. PJ Morton) | –                            | –                            | –                            | –                            | –                            | –                            | –                            | –                            | –                            |
| 2014                                                     | „It Was Always You”                      | 45                           | 43                           | 19                           | 32                           | 76                           | 88                           | 53                           | 40                           | V                            |
| 2017                                                     | „Help Me Out” (with Julia Michaels)      | –                            | 83                           | 80                           | –                            | –                            | –                            | –                            | –                            | Red Pill Blues               |
| 2017                                                     | „Whiskey” (feat. ASAP Rocky)             | –                            | –                            | –                            | –                            | –                            | –                            | –                            | –                            | Red Pill Blues               |
| 2017                                                     | „Wait”                                   | 93                           | –                            | 92                           | –                            | –                            | –                            | 57                           | 79                           | Red Pill Blues               |
| „–” oznacza, że singel nie był notowany na danej liście. |                                          |                              |                              |                              |                              |                              |                              |                              |                              |                              |

## Pozostałe utwory
| Rok  | Utwór                             | Album                                     | Uwagi                                                                           |
| ---- | --------------------------------- | ----------------------------------------- | ------------------------------------------------------------------------------- |
| 2004 | „Woman”                           | Spider-Man 2 soundtrack                   | Utwór nagrany tylko przez Adama Levine na ścieżkę dźwiękową filmu Spider-Man 2. |
| 2004 | „Pure Imagination”                | Mary Had a Little Amp                     | Cover utworu z filmu Willy Wonka i fabryka czekolady.                           |
| 2005 | „Everyday People”                 | Different Strokes by Different Folks      | Cover utworu grupy Sly and the Family Stone.                                    |
| 2006 | „Lovely Day”                      | Hoot soundtrack                           | Cover utworu Billa Withers.                                                     |
| 2009 | „Pure Imagination (2009 Version)” | Change Is Now: Renewing America’s Promise | Nowa wersja utworu z filmu Willy Wonka i fabryka czekolady.                     |
| 2012 | „I Shall Be Released”             | Chimes of Freedom: The Songs of Bob Dylan | Cover utworu Boba Dylana.                                                       |

### Notowane na listach
| Rok                                                     | Tytuł                                        | Najwyższe pozycje na listach | Najwyższe pozycje na listach | Najwyższe pozycje na listach | Album                                               |
| Rok                                                     | Tytuł                                        | USA                          | CAN                          | ESP                          | Album                                               |
| ------------------------------------------------------- | -------------------------------------------- | ---------------------------- | ---------------------------- | ---------------------------- | --------------------------------------------------- |
| 2010                                                    | „Stutter”                                    | 84                           | –                            | –                            | Hands All Over                                      |
| 2010                                                    | „Hands All Over”                             | –                            | –                            | 38                           | Hands All Over                                      |
| 2012                                                    | „Come Away to the Water” (feat. Rozzi Crane) | 83                           | 83                           | –                            | The Hunger Games: Songs from District 12 and Beyond |
| 2012                                                    | „Wipe Your Eyes”                             | 80                           | –                            | –                            | Overexposed                                         |
| 2014                                                    | „Unkiss Me”                                  | –                            | 56                           | –                            | V                                                   |
| 2015                                                    | „My Heart is Open” (feat. Gwen Stefani)      | –                            | 94                           | –                            | V                                                   |
| „–” oznacza, że utwór nie był notowany na danej liście. |                                              |                              |                              |                              |                                                     |

## Teledyski
| Rok  | Tytuł                                            | Reżyser                       |
| ---- | ------------------------------------------------ | ----------------------------- |
| 1997 | „Soap Disco”                                     | –                             |
| 2002 | „Harder to Breathe”                              | Marc Webb                     |
| 2004 | „This Love”                                      | Sophie Muller                 |
| 2004 | „She Will Be Loved”                              | Sophie Muller                 |
| 2004 | „Sunday Morning”                                 | Dawn Jansem                   |
| 2004 | „She Will Be Loved” (niewydana wersja)           | –                             |
| 2005 | „Shiver”                                         | Russell Thomas                |
| 2005 | „Must Get Out” (live)                            | Russell Thomas                |
| 2007 | „Makes Me Wonder”                                | John Hillcoat                 |
| 2007 | „Wake Up Call”                                   | Jonas Åkerlund                |
| 2007 | „Won’t Go Home Without You”                      | Sophie Muller                 |
| 2008 | „Goodnight Goodnight”                            | Marc Webb                     |
| 2008 | „If I Never See Your Face Again” (feat. Rihanna) | Anthony Mandler               |
| 2009 | „Story”                                          | Bob Carmichael                |
| 2010 | „Misery”                                         | Joseph Kahn                   |
| 2010 | „Give a Little More”                             | Paul Hunter                   |
| 2010 | „Hands All Over”                                 | Don Tyler                     |
| 2011 | „Never Gonna Leave This Bed”                     | Tim Nackashi                  |
| 2011 | „Runaway”                                        | Mickey Smith                  |
| 2011 | „Out of Goodbyes” (feat. Lady Antebellum)        | Travis Schneider              |
| 2011 | „Moves Like Jagger” (feat. Christina Aguilera)   | Jonas Åkerlund                |
| 2012 | „Payphone” (feat. Wiz Khalifa)                   | Samuel Bayer                  |
| 2012 | „One More Night”                                 | Peter Berg                    |
| 2012 | „Daylight”                                       | Jonas Åkerlund                |
| 2013 | „Love Somebody”                                  | Rich Lee                      |
| 2014 | „Maps”                                           | Peter Berg                    |
| 2014 | „Animals”                                        | Samuel Bayer                  |
| 2015 | „Sugar”                                          | David Dobkin                  |
| 2015 | „This Summer’s Gonna Hurt like a Motherfucker”   | Travis Schneider, Adam Levine |
| 2016 | „Don’t Wanna Know”                               | David Dobkin                  |
| 2017 | „Cold” (feat. Future)                            | Rich Lee                      |
| 2017 | „What Lovers Do” (feat. SZA)                     | Joseph Kahn                   |
| 2018 | „Wait"                                           |                               |
| 2018 | "Girls Like You" (feat. Cardi B)                 |                               |